# Джеблешть
Джеблешть, Джеблешті (рум. Geblești) — село у повіті Долж в Румунії. Входить до складу комуни Карпен.
Село розташоване на відстані 221 км на захід від Бухареста, 39 км на захід від Крайови.

## Населення
За даними перепису населення 2002 року у селі проживали 158 осіб, усі — румуни. Усі жителі села рідною мовою назвали румунську.